# Parque nacional Sierra de La Culata
El Parque nacional Sierra La Culata, Dr Antonio José Uzcátegui Burguera, es un parque nacional de Venezuela que se encuentra localizado en el ramal nor-oriental de Los Andes venezolanos, en los estados Mérida y Trujillo. Fue decretado parque nacional el 7 de diciembre de 1989. Posee un clima de alta montaña tiene temperaturas que oscilan entre los -2 °C y los 24 °C. Su superficie es de 200.400 hectáreas.

## Flora
La vegetación se caracteriza por la presencia de numerosas especies de frailejones; arbustos como las compuestas, ericáceas y melastomatáceas; helechos y numerosos musgos, hepáticas líquenes y hongos. El árbol de la zona es el Coloradito.

## Fauna
Este parque alberga especies como la lapa, el jaguar, el oso frontino, el cachicamo, la locha, el cuchi-cuchi, el cóndor de Los Andes y anfibios como el sapito niñera.
Dentro del parque se encuentran al menos una especie endémica de mariposas braquípteras (Redonda empetrus).

## Referencias

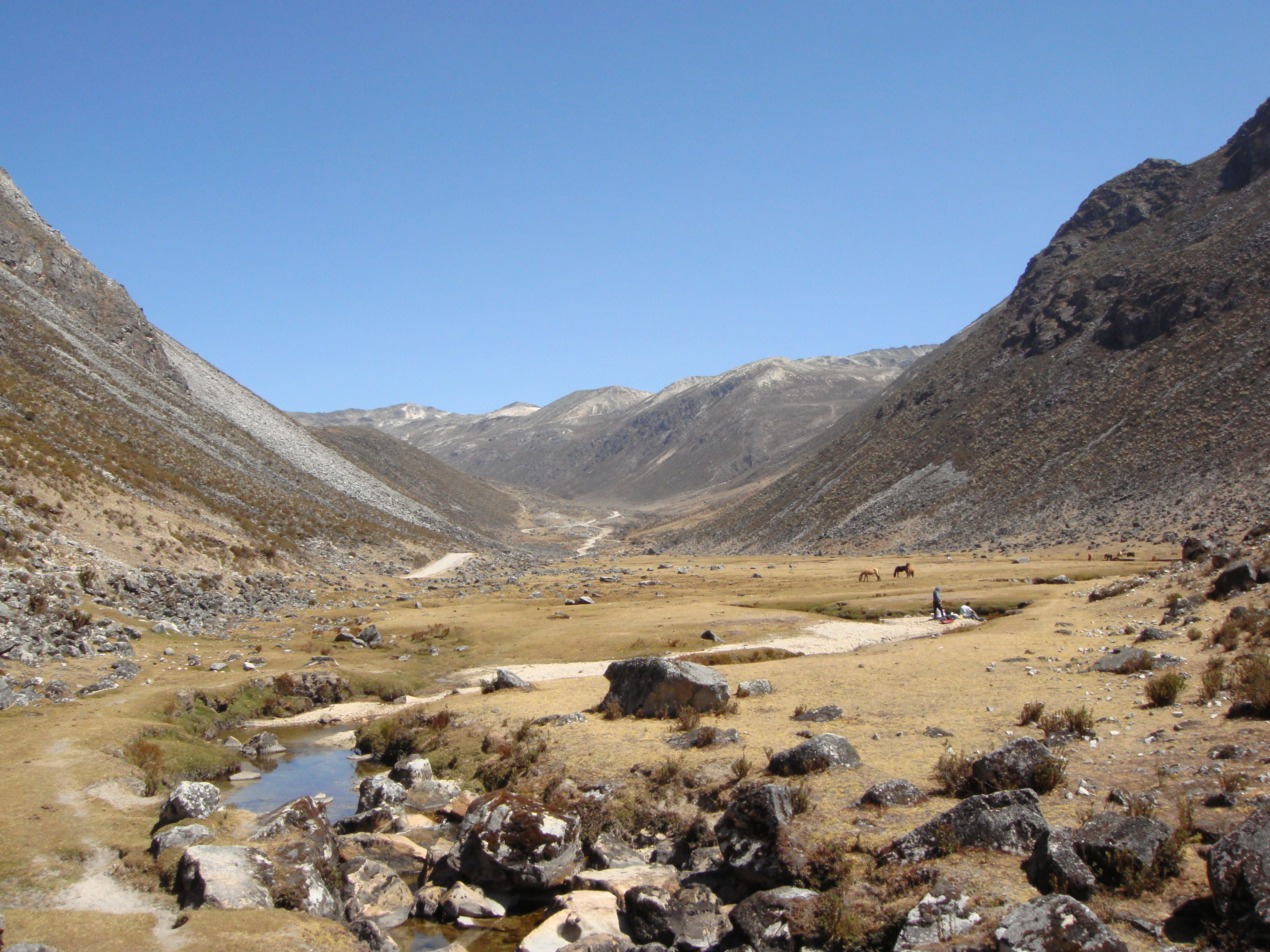
Camino hacia el cerro "el Domo" Sierra de La Culata